# Aeroportul Monkey Bay
Aeroportul Monkey Bay (IATA: MYZ, ICAO: FWMY) este un aeroport din Malawi ce deservește zona Monkey Bay⁠(d). A fost numit după zona deservită.
Situat la o altitudine de 482 m, aeroportul dispune de o singură pistă.